# Barbara Hepworth
Dame Jocelyn Barbara Hepworth (Wakefield, 10 gennaio 1903 – St Ives, 20 maggio 1975) è stata una scultrice inglese.

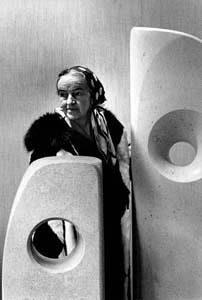
1966

I suoi lavori sono esemplificativi del modernismo e in particolare della scultura moderna. È stata una delle poche artiste della sua generazione a raggiungere la fama internazionale.

## Biografia
Hepworth nacque a Wakefield, West Yorkshire; suo padre, Herbert Hepworth, sarebbe diventato un ispettore della contea assessore. Avviò gli studi artistici presso la Leeds School of Art, frequentando successivamente, dal 1921 al 1924, il Royal College of Art, per il quale ottenne una borsa di studio finanziata dalla contea. Presso quest'ultimo istituto conobbe e frequentò lo scultore Henry Moore e i pittori Raymond Coxon ed Edna Ginesi. Nel 1924 visitò l'Italia con lo scultore John Skeaping, che sposò a Firenze il 13 maggio 1925; la coppia si trasferì a Roma dove lavorarono nella scultura per due anni, per poi ritornare in Inghilterra, a Londra, nel novembre del 1925.
Grazie alla pubblicità dello scultore Richard Bedford, uno dei curatori del Victoria and Albert Museum, conosciuto a Roma, il noto collezionista George Eumorfopoulos visitò l'atelier dei due artisti, acquistando due opere della Hepworths. La coppia si trasferì ad Hampstead nel 1928 entrando a far parte del nuovo movimento artistico denominato "direct carving" (letteralmente "intaglio diretto"), di cui facevano parte anche Henry Moore e Richard Bedford. Nel 1928 e nel 1930 Hepworth e il marito Skeaping partecipano a importanti mostre collettive, associandosi ai gruppi artistici London Group e 7 & 5 Society.
Nel frattempo, nel 1929 la coppia ebbe un figlio, Paul. Il matrimonio tuttavia si andava guastando e, quando nel 1931 la Hepworth conobbe il pittore Ben Nicholson, iniziò con lui una relazione. Il divorzio con Skeaping avvenne nel 1933 e l'anno dopo la donna ebbe con Nicholson tre gemelli. La neo formatasi coppia iniziò a sperimentare l'astrattismo, avviando contatti con l'avant-garde francese e con gli artisti Hans Arp, Constantin Brâncuși, Mondrian, Braque e Picasso, visitando i loro studi parigini. Nel 1937 Hepworth e Nicholson si sposarono. Lo scoppio della guerra interruppe i contatti tra gli artisti europei e i movimenti utopistici "internazionalisti". La Hepworth si trasferì con il marito a St Ives, dividendo con un'altra coppia l'abitazione: la mancanza di adeguati spazi spinse l'artista a dedicarsi alla pittura e alla scultura di opere di piccola dimensione.
A St Ives la Hepworth e il marito avviarono contatti con molti artisti del luogo, fondando, nel 1949, il gruppo di astrattisti Penwith Society of Arts.
Fu nominata dama commendatore dell'Ordine dell'Impero Britannico nel 1965, dieci anni prima di morire a settantadue anni nell'incendio del suo studio in Cornovaglia, a St Ives. Lo studio e la sua casa ora costituiscono il Museo Barbara Hepworth.

## Opere
Uno dei suoi lavori più prestigiosi fu Forma Unica (Single Form, 1961-1964), un memoriale per il Segretario generale delle Nazioni Unite Dag Hammarskjöld, nel palazzo dell'ONU a New York.

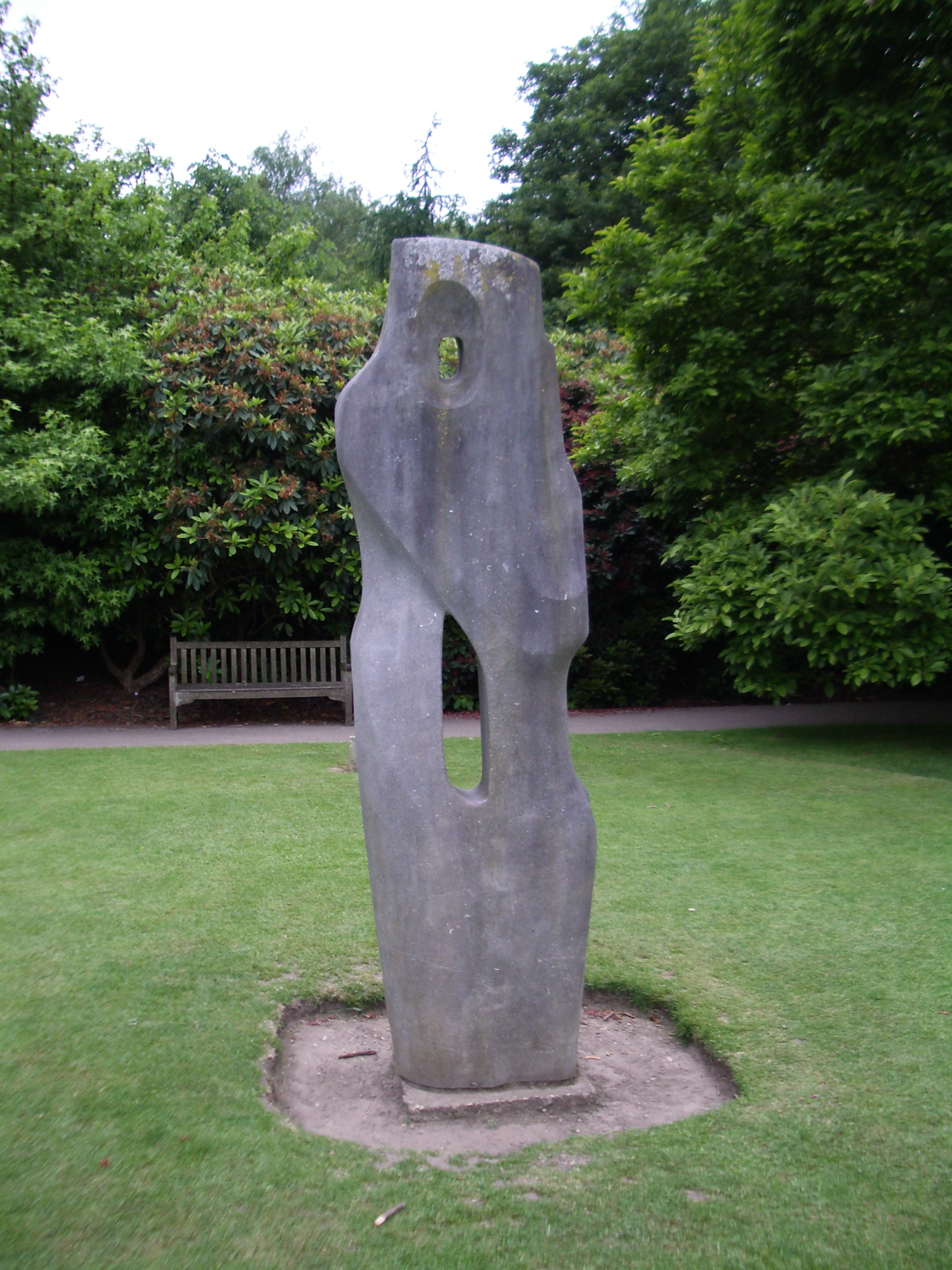
Monolite-Empireo, 1953
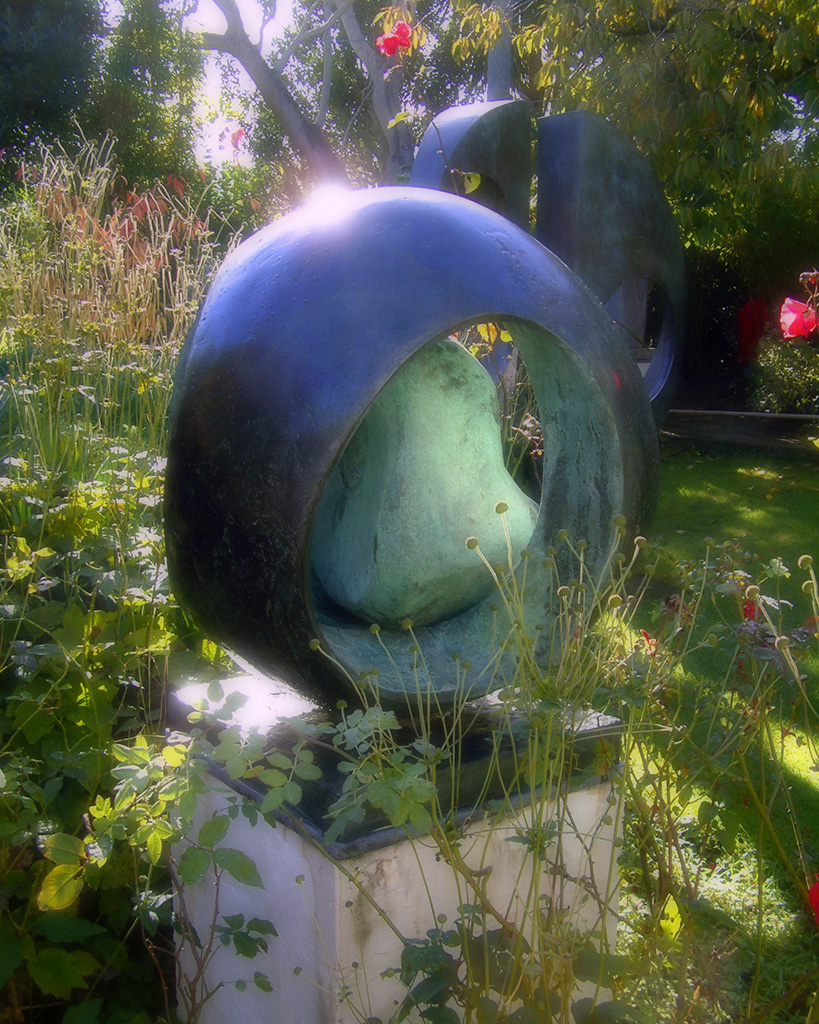
Sfera con Forma Interna (1963) al Trewyn Garden, St Ives (Cornovaglia).
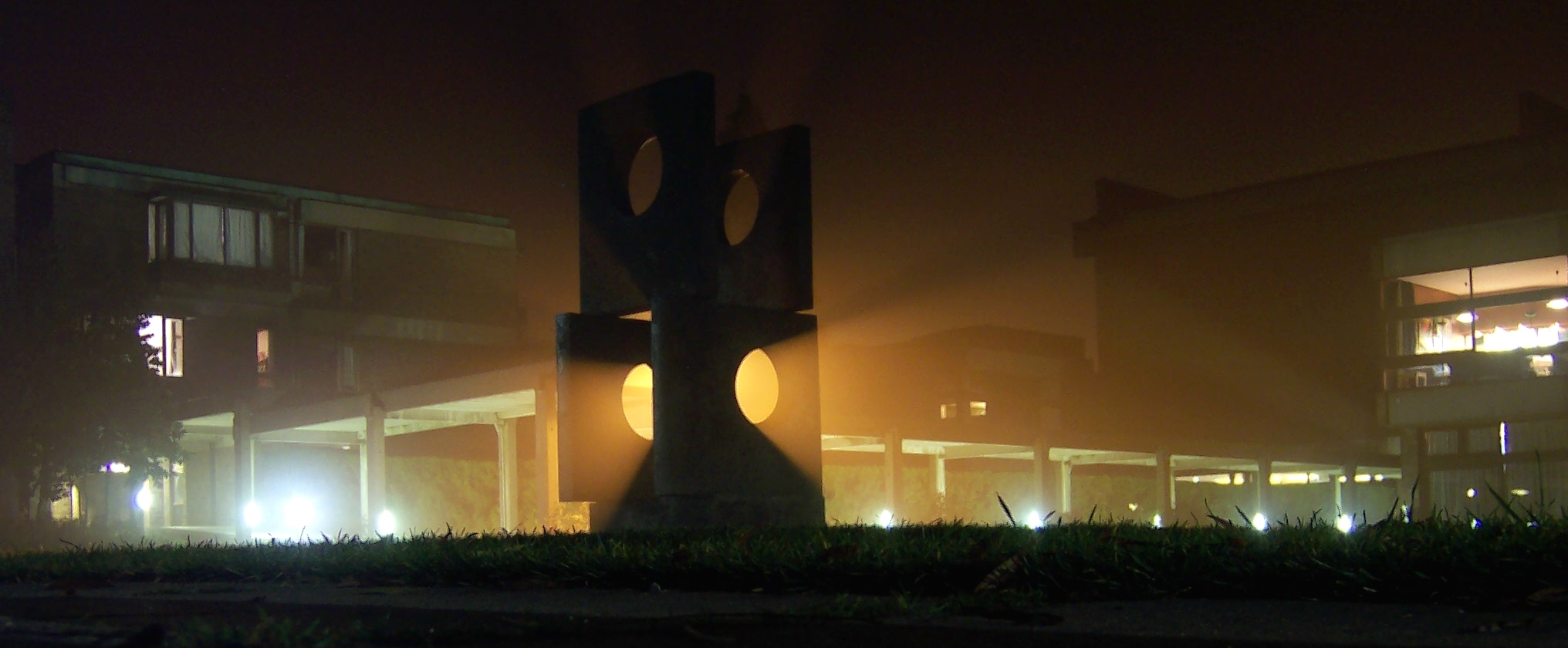
Passeggiando fra Quattro Quadrati, 1966

### Elenco di opere selezionate

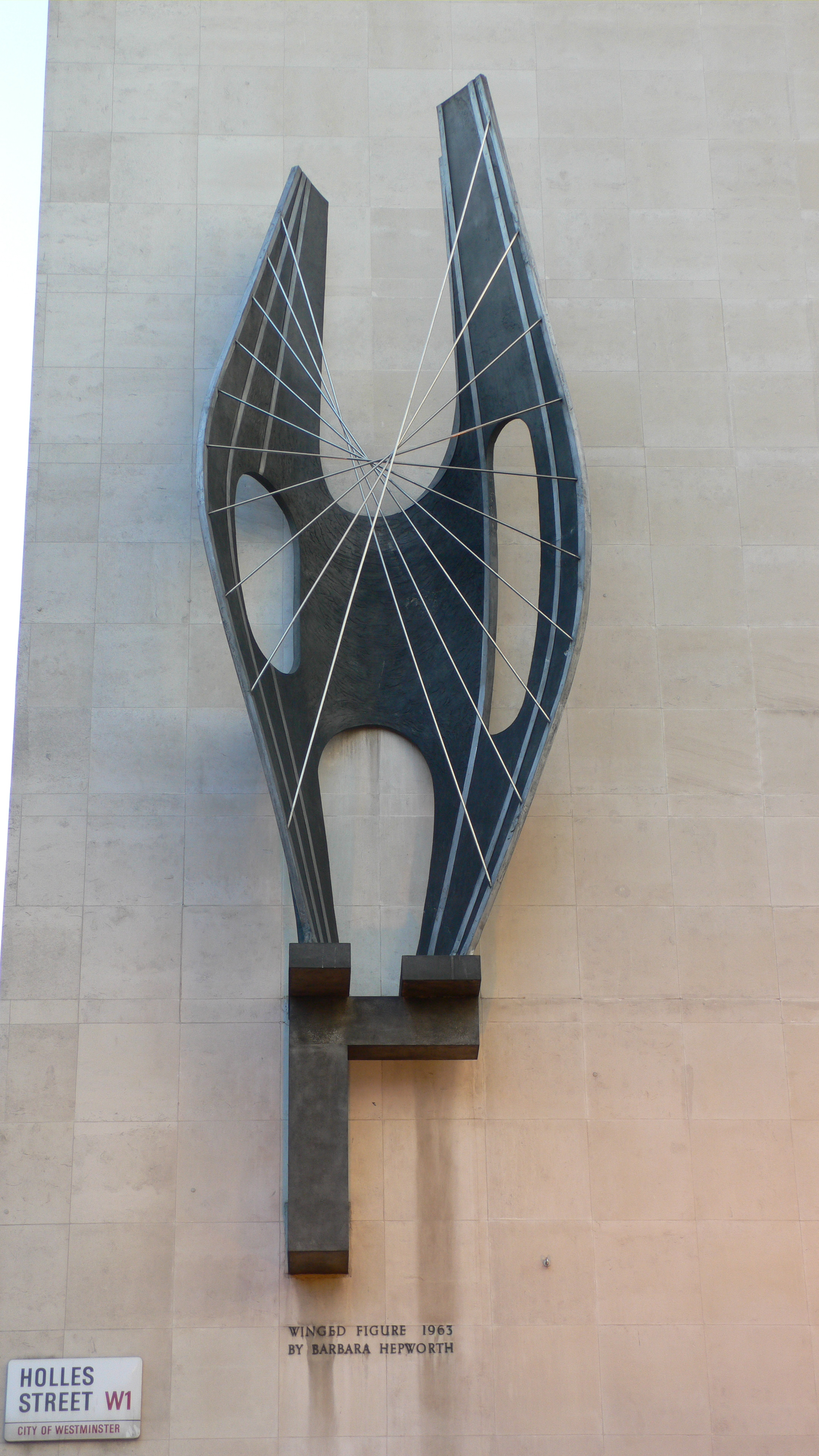
Winged Figure (Figura alata), 1963, sulla facciata del grande magazzino John Lewis, Oxford Street, Londra.

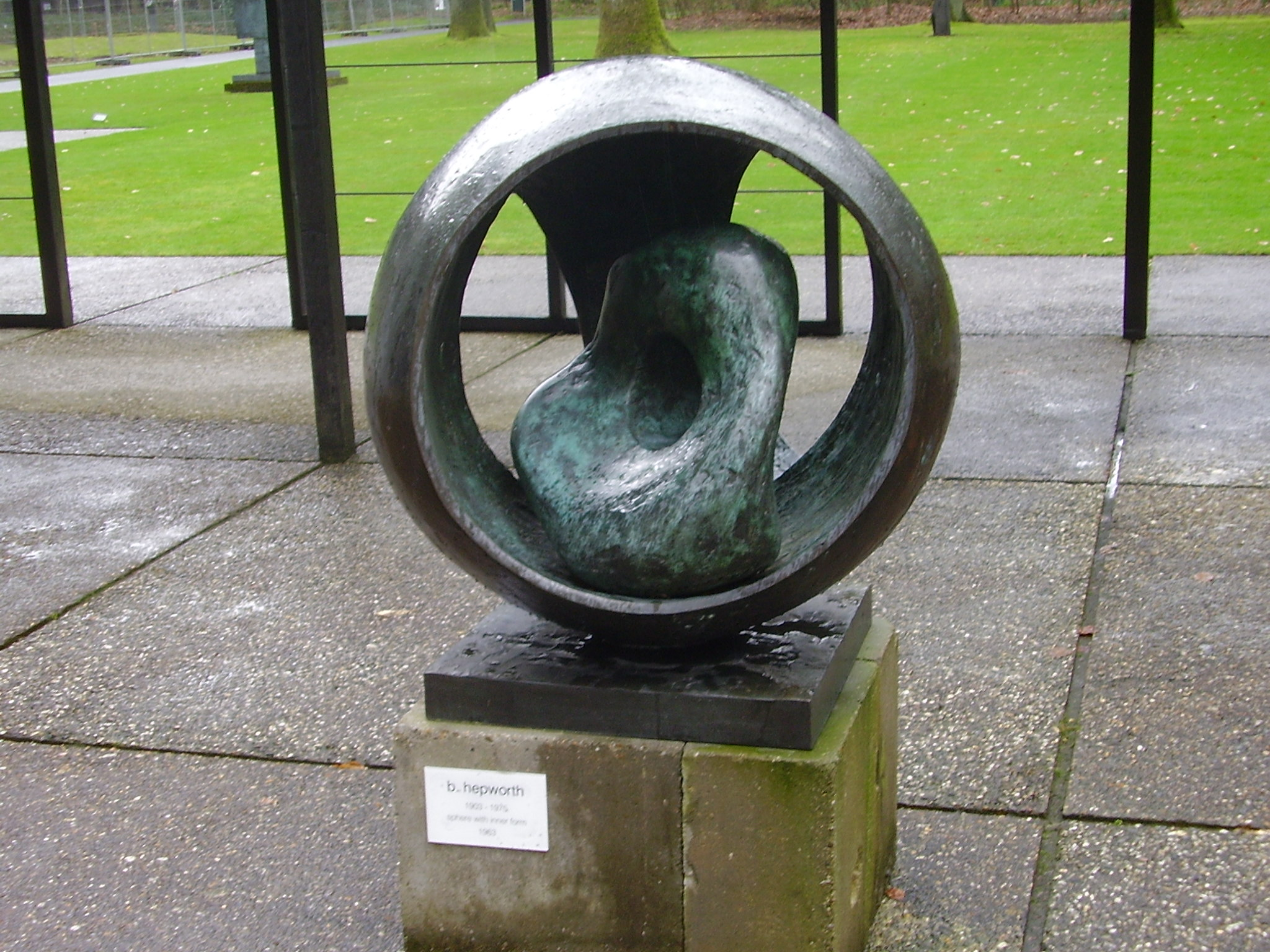
Sphere with Inner Form (1963) al Kröller-Müller Museum, Otterlo, Paesi Bassi.

| 1928    | Doves                                     |                                |
| 1932-33 | Seated Figure (Figura seduta)             |                                |
| 1933    | Two Forms (Due forme)                     | alabastro e pietra             |
| 1934    | Mother and Child (Madre e figlio)         | alabastro di Cumberland        |
| 1935    | Three Forms (Tre forme)                   | marmo di Seravezza             |
| 1936    | Ball Plane and Hole (Sfera piano e buco)  | lignum vitae, mogano e quercia |
| 1940    | Sculpture with Colour (Deep Blue and Red) |                                |
| 1943    | Oval Sculpture                            |                                |
| 1943-44 | Wave                                      |                                |
| 1944    | Landscape Sculpture                       |                                |
| 1946    | Pelagos                                   |                                |
| 1946    | Tides                                     |                                |
| 1949    | Operation: Case for Discussion            |                                |
| 1951    | Group I (Concourse) February 4 1951       |                                |
| 1953    | Hieroglyph                                |                                |
| 1954-55 | Two Figures                               |                                |
| 1955    | Oval Sculpture (Delos)                    |                                |
| 1955-56 | Coré                                      |                                |
| 1956    | Orpheus (Maquette), Version II            |                                |
| 1956    | Stringed Figure (Curlew), Version II      |                                |
| 1958    | Cantate Domino                            |                                |
| 1958    | Sea Form (Porthmeor)                      |                                |
| 1960    | Figure for a Landscape                    |                                |
| 1960    | Archaeon                                  |                                |
| 1962-63 | Bronze Form (Patmos)                      |                                |
| 1964    | Rock Form (Porthcurno)                    |                                |
| 1964    | Sea Form (Atlantic)                       |                                |
| 1966    | Figure in a Landscape                     |                                |
| 1966    | Four-Square Walk Through                  |                                |
| 1968    | Two Figures                               |                                |
| 1970    | Family of Man                             |                                |
| 1971    | The Aegean Suite                          |                                |
| 1971    | Summer Dance                              |                                |
| 1972    | Minoan Head                               |                                |
| 1972    | Assembly of Sea Forms                     |                                |
| 1973?   | Conversation with Magic Stones            |                                |